# Kerte Kirke
Kerte Kirke er en kirke den vestlige udkant af landsbyen Kerte ca. 12 km nordøst for Assens i Region Syddanmark.

## Tårnets placering
Som noget særligt for en dansk kirke står det murede tårn for sig selv lidt sydvest for skibet, hvor det formentlig har erstattet en klokkestabel. En anden forklaring er mere teknisk og bygger på, at kirken er opført på en bakke af sand, og derfor har jordens bæreevne ikke været tilstrækkelig til at bære et tårn på den pågældende placering, eftersom de nødvendige teknologier til at lave et sikkert fundament har ikke været til rådighed.
- Galleri
- Prædikestol